# The Citadel (film)
The Citadel is een Amerikaanse film uit 1938 onder regie van King Vidor. De film is gebaseerd op de gelijknamige roman van Archibald Joseph Cronin.

## Verhaal
Andrew Manson is een jonge Schotse arts die vertrekt naar een arm mijnwerkersdorpje in Wales. Daar werkt hij voor dokter Page en brengt hij zijn vrije tijd door in een klein kamertje. Op een dag wordt hij tot held uitgeroepen omdat hij het leven heeft gered van een baby waarvan men dacht dat het dood geboren zou worden. Hij raakt goed bevriend met dokter Denny, een cynische alcoholist. Wanneer in het dorp de buiktyfus uitbreekt, besluiten de artsen de riolering op te blazen en de mijnwerkers een nieuwe te laten maken. Denny ontmoet ondertussen onderwijzeres Christine Barlow en voelt zich tot haar aangetrokken. Hij weet haar echter niet te imponeren.
Op een dag krijgt Andrew te horen dat de buurtstad Aberalaw een nieuwe arts nodig heeft, maar alleen getrouwde mannen voor de baan wil. Om die reden trouwt hij met Christine en verhuist hij naar Aberalaw. Daar begint hij een onderzoek naar mijnwerkers-pneumoconiose. Met zijn theorieën weet hij de medische wereld te imponeren. De mijnwerkers van de stad zijn minder positief en beginnen Andrew te wantrouwen. Daarom besluit hij te verhuizen en te gaan werken in een arme wijk van Londen. Chris staat volledig aan zijn zijde, maar hij krijgt maar weinig patiënten.
Op een dag komt er een vrouw zijn praktijk binnen die hem vertelt dat model Toppy LeRoy een epileptische aanval heeft. Andrew denkt dat ze aan het overdrijven is en slaat haar. Toppy voelt zich tot hem aangetrokken en stelt hem vervolgens voor aan haar welvarende vrienden. Niet veel later komt hij bij toeval oud-klasgenoot dokter Lawford tegen. Lawford biedt hem aan in zijn praktijk te komen werken en al snel maakt Andrew een fortuin met het behandelen van aanstellerige rijke mensen. Hij groeit steeds dichter naar Toppy toe en vervreemdt zich van Chris, die niets moet hebben van alle overbodige luxe.
Ook Denny merkt dat hij ernstig is veranderd. Hij wordt dronken en vertelt Andrew wat hij werkelijk van hem vindt. Vervolgens gaat hij de straat op en wordt hij aangereden door een auto. Andrew brengt hem naar het ziekenhuis en vraagt Charles Every om de operatie uit te voeren. De operatie zou geen problemen moeten opleveren, maar Every maakt een fout en Denny komt te overlijden. Andrew realiseert zich dat zijn praktijk nep is en dat hij is veranderd in een akelige man.
Niet veel later krijgt hij te horen dat een vrouw genaamd Anna Orlando tuberculose heeft en in het ziekenhuis niet de juiste behandeling krijgt. Hij weet dat ze zal genezen als ze wordt behandeld door Richard Stillman, een Amerikaan die gespecialiseerd is in tuberculose maar niet wordt erkend als arts. Andrew neemt hem mee naar zijn kliniek, waar ze inderdaad geneest. Desondanks is de medische wereld razend op hem vanwege het overtreden van de regels en riskeert hij te worden ontslagen. Hij stapt naar de General Medical Council (een medisch tuchtcollege) maar weet de ouderwetse artsen er niet van te overtuigen open te staan voor nieuwe behandelingsmethoden. Ontmoedigd verlaat hij de zittingszaal, maar hij ziet een vrolijke toekomst met Chris tegemoet.

## Rolverdeling
| Acteur               | Personage                       |
| -------------------- | ------------------------------- |
| Robert Donat         | Dokter Andrew Manson            |
| Rosalind Russell     | Christine 'Chris' Barlow-Manson |
| Ralph Richardson     | Dokter Philip Denny             |
| Rex Harrison         | Dokter Frederick Lawford        |
| Emlyn Williams       | Owen                            |
| Penelope Dudley-Ward | Toppy LeRoy                     |
| Francis L. Sullivan  | Ben Chenkin                     |
| Mary Clare           | Mevrouw Orlando                 |
| Cecil Parker         | Charles Every                   |
| Nora Swinburne       | Mevrouw Thornton                |

## Achtergrond
The Citadel was een van de films die door de Britse studio van Metro-Goldwyn-Mayer werd vervaardigd. Het was gebaseerd op het wereldberoemde boek uit 1937. Aanvankelijk had de Britse actrice Elizabeth Allan de vrouwelijke hoofdrol gekregen. Echter, een hogere keuze was Rosalind Russell, maar zij was al gecast in The Shopworn Angel (1938). Toen zij daarin werd vervangen door Margaret Sullavan, was ze beschikbaar en kreeg de rol in The Citadel. Allan was razend en stapte naar de rechtbank, ondanks pogingen van studiobaas Louis B. Mayer om haar te troosten door haar een hoger salaris aan te bieden. Hierdoor verloor ze haar contract bij de studio.
Opmerkelijk genoeg was Russell niet de eerste keuze voor de rol. Regisseur King Vidor gaf de voorkeur aan Sullavan, Virginia Bruce en Margaret Lindsay. Het is nog steeds niet duidelijk waarom Russell de rol kreeg.Robert Donat was toentertijd onder contract bij Alexander Korda. Korda wilde Donat alleen uitlenen aan de studio als de film opgenomen zou worden op de locaties naar zijn voorkeur. De film werd op locatie opgenomen in Engeland. Russell vertelde dat ze dacht niet erg welkom te zijn, omdat haar collega's wilde dat haar rol gespeeld zou worden door een Engelse.
The Citadel werd een enorm succes en bracht bijna $2,6 miljoen op, tegen een budget van iets meer dan $1 miljoen. Vidor noemde het zelf 'de Potjomkin van de jaren 30', maar in realiteit betekende het aanzienlijk minder voor de filmgeschiedenis. Toch kreeg de film veel lof van critici en werd het vooral geprezen omdat het een realistisch beeld zou geven. Enkel A Yank at Oxford (1938) en Goodbye, Mr. Chips (1939), andere films die door MGM in Groot-Brittannië werden vervaardigd, werden succesvoller.

## Prijzen en nominaties
| Jaar | Prijs                               | Categorie                 | Genomineerde(n)                           | Uitslag     |
| ---- | ----------------------------------- | ------------------------- | ----------------------------------------- | ----------- |
| 1939 | Academy Awards                      | Beste Film                | The Citadel                               | Genomineerd |
| 1939 | Academy Awards                      | Beste Regisseur           | King Vidor                                | Genomineerd |
| 1939 | Academy Awards                      | Beste Acteur              | Robert Donat                              | Genomineerd |
| 1939 | Academy Awards                      | Beste Aangepaste Scenario | Ian Dalrymple, Elizabeth Hill, Frank Wead | Genomineerd |
| 1939 | New York Film Critics Circle Awards | Beste Film                | The Citadel                               | Gewonnen    |